# Heather Morris
Heather Elisabeth Morris (Thousand Oaks, Califòrnia, 1 de febrer de 1987) és una actriu, cantant i ballarina estatunidenca coneguda pel seu paper de Brittany S. Pierce a la sèrie Glee.

## Biografia

### Primers anys
Nascuda l'1 de febrer de 1987 a Thousand Oaks, Califòrnia però va ser criada a Scottsdale, Arizona. Va començar a ballar quan tenia un any d'edat.
El seu pare va morir quan ella tenia 14 anys.

### Carrera
La primera aparició destacable de Morris va ser en 2006 en la segona temporada de So You Think You Can Dance en la qual va anar a l'audició, però no va aconseguir estar entre els 20 finalistes amb una votació de 3-2.
Sense desanimar-se, Morris va decidir mudar-se a Los Angeles amb el propòsit de dedicar-se professionalment a la dansa. La seva gran oportunitat va arribar en 2007 a través de Beyoncé. Morris va ser una de les ballarines de Beyoncé en la gira World Experience Beyoncé i, posteriorment, va treballar de nou amb Beyoncé en una mini-gira promocional "Single Ladies" que va incloure en 2008 actuacions en els American Music Awards, Saturday Night Live, The Ellen Degeneris Show, The Today Show i finalment en MTV Total Request Live. També va ballar per a Beyoncé i Tina Turner en els Premis Grammy 50º en 2008.
La seva gran oportunitat va arribar a través d'un petit paper a la pel·lícula Fired Up, on va conèixer al coreògraf Zach Woodlee. Després d'aquesta pel·lícula, Woodlee va portar a Morris altres espectacles i coreografies, incloent Eli Stone i Swingtown, la pel·lícula Histories de l'hora de dormir i finalment, Glee.
Morris rebia classes d'actuació i treballava activament en una carrera com a actriu quan Woodlee la va sol·licitar-la per ensenyar la coreografia de «Single Ladies» de Beyoncé, als actors de Glee. Al mateix temps, l'espectacle estava buscant una animadora en tercer lloc, i Morris va acabar amb el paper de Brittany. Al principi era un personatge secundari que gairebé mai parlava, el paper va créixer quan els escriptors van descobrir que Morris tenia un do.

## Filmografia
| Any         | Pel·lícula/Sèrie de TV                 | Paper              | Notes                                                     |
| ----------- | -------------------------------------- | ------------------ | --------------------------------------------------------- |
| 2006        | So You Think You Can Dance             | Concursant         | Temporada 2                                               |
| 2007        | The Beyoncé Experience Live            | Ballarina          | DVD                                                       |
| 2008        | Swingtown                              | Ballarina          | No acreditat, episodi ("Get Down Tonight")                |
| 2008        | Eli Stone                              | Ballarina          | No acreditat, episodi ("The Path" and "The Humanitarian") |
| 2008        | Bedtime Stories                        | Ballarina          | No acreditat - Cat dancer (pel·lícula)                    |
| 2009        | Fired Up!                              | Fiona              | No acreditat, (pel·lícula)                                |
| 2009 - 2015 | Glee                                   | Brittany S. Pierce | 44 episodis                                               |
| 2010        | How I Met Your Mother                  | Ballarina          | No acreditat, episodi ("Girls vs. Suits")                 |
| 2011        | Post                                   | Lily               | Pel·lícula dramatica                                      |
| 2011        | Andy Made a Friend                     | Kate               | Curta                                                     |
| 2011        | Sense Of Humor                         | Laura              | Curta                                                     |
| 2012        | Spring Breakers                        | TBA                | Amb Selena Gomez, Ashley Benson i Vanessa Hudgens         |
| 2012        | Courage To Create                      | Bess               | Curta                                                     |
| 2012        | Ice Age 4: La formació dels Continents | Katie (veu)        | 2a veu                                                    |
| 2014        | Horrible Parents                       | Meg                | Curta                                                     |
| 2015        | Romantically Speaking                  | Ariel              | telefilm, protagonista                                    |
| 2015        | Most Likely to Die                     | Gaby               | Protagonista                                              |
| 2015        | Comedy Bang! Bang!                     | Eliza Hansenback   | 1 episodi                                                 |
| 2016        | Folk Hero & Funny Guy                  | Nicole             | En Post-producció                                         |
| 2016        | The Cleansing Hour                     | Heather            | Curta                                                     |
| 2016        | Go-Go Boy Interrupted                  | Katie              | 3 episodis                                                |
| 2016        | LA LA Living                           | Lizbet             | Post-producció                                            |